# Green Valley (Western Australia)
Green Valley ist ein Ort im australischen Bundesstaat Western Australia. Er liegt etwa 16 Kilometer nördlich von Albany. Der Ort liegt im traditionellen Siedlungsgebiet des Aborigines-Stammes der Mineng.

## Geografie
Südlich des Ortes liegen Drome und Willyung, östlich Millbrook und Napier, nördlich Narrikup, und westlich Redmond. 
Zum Meer im Süden sind es etwa 17 Kilometer Luftlinie. Zu Green Valley gehört das Naturschutzgebiet Mill Brook Nature Reserve. Außerdem fließert der Frankland River durch den Ort.

## Bevölkerung
Der Ort Green Valley hatte 2016 eine Bevölkerung von 50 Menschen, davon 60,4 % männlich und 39,6 % weiblich.
Das durchschnittliche Alter in Green Valley liegt bei 59 Jahren, 21 Jahre höher als der australische Durchschnitt von 38 Jahren.